# Vanderlin Island
Vanderlin Island ist die größte Insel der Sir-Edward-Pellew-Inseln. Die Inselgruppe liegt im Northern Territory von Australien.

## Geographie
Die Insel ist felsig und stark zerklüftet.
Die einzigen Siedlungen sind vier family outstations an der Westküste, von Nord nach Süd:
- ⊙ Mooloowa (an der Base Bay), 5 Einwohner[3]
- ⊙ Babungi, 6 Einwohner[4]
- ⊙ Yulbara (einen Kilometer landeinwärts), Einwohnerzahl unbekannt[5]
- ⊙ Uguie (im Süden der Stokes Bay), Einwohnerzahl unbekannt[6][7]